# Кірєєв Іван Васильович

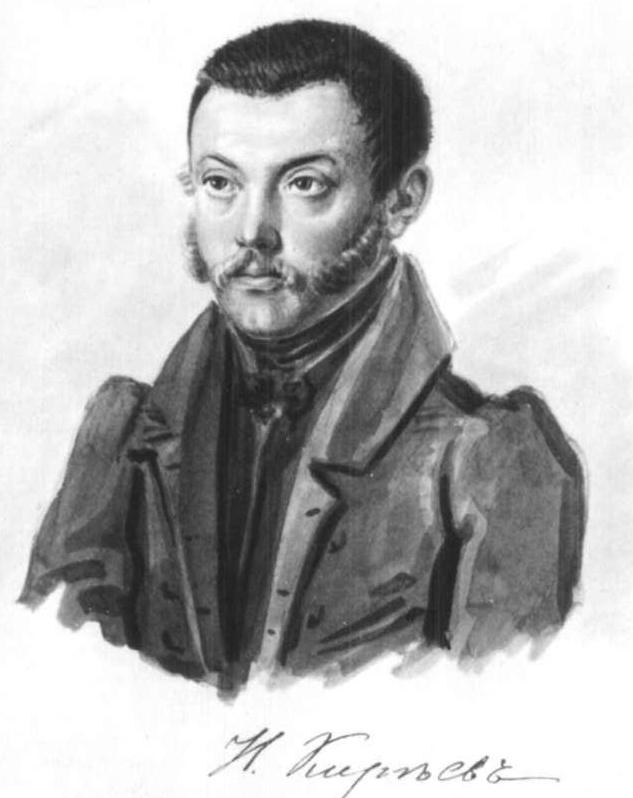
Кірєєв Іван Васильович. 1836 рік. Акварель Бестужева.

Іван Васильович Кірєєв (нар. 31 січня 1803 — †20 червня 1866) — прапорщик 8 артилерійської бригади, декабрист.

## Біографія
З  дворян  Тульської губернії. Виховувався вдома, потім у 2-му кадетському корпусі, був прапорщиком- артилеристом. Прикомандирований до дивізійної артилерійській школі в місті Житомирі вчителем — 15 октября 1825 року.
Член  Товариства об'єднаних слов'ян з 1825 року.
Наказ про арешт — 26 січня 1826 року, заарештований у Житомирі, доставлений в Петербург — 6 лютого; 7 лютого 1826 року переведений у  Петропавловську фортецю. Засуджений за II розряду і по конфірмації 10 липня 1826 засуджений на каторжні роботи на 20 років, термін скорочений до 15 років — 22 серпня 1826 року. Відправлений до Сибіру — 24 квітня 1828 року. Покарання відбував у  Читинському острозі і  Петровському заводі. Після відбуття терміну за указом 14 грудня 1835 року звернений на поселення в місто Мінусінськ Єнісейської губернії, куди прибув у 1836 році. У Мінусінську жив у Бєляєва. Після амністії 26 серпня 1856 року залишився в Мінусінську і служив там в окружному управлінні, виїхав з Мінусінська з сім'єю — 12 липня 1861 року, спочатку в  Калугу, де жив у  Батенькова, а в листопаді 1861 року переїхав на постійне проживання в  Тулу, де на кошти, зібрані за підпискою серед тульського дворянства, купив невеликий будиночок, за височайшим повелінням збережено грошову допомогу (114 рублів 28 копійок), яку він отримував у Сибіру. Помер у  Тулі, похований у с. Дементеево.
Дружина, Фекла Іванівна Соловйова, після його смерті щорічно, за клопотанням  III відділення, отримувала допомогу, що надавалася чоловіку, а також гроші з  Малої артілі декабристів.